# رامون كامبس
رامون كامبس (بالإسبانية: Ramón Camps)‏ هو عسكري أرجنتيني، ولد في 1927 في بوينس آيرس في الأرجنتين، وتوفي بنفس المكان في 20 مارس 1994 بسبب سرطان البروستاتا.